# Stephen Benn (3e vicomte Stansgate)
Stephen Michael Wedgwood Benn, 3e vicomte Stansgate (né le 21 août 1951), est directeur des affaires parlementaires de la Royal Society of Biology et vice-président du comité parlementaire et scientifique.

## Biographie
Son père, Tony Benn, et son jeune frère, Hilary Benn, sont tous deux des hommes politiques travaillistes de haut niveau. Sa mère est Caroline Benn et sa sœur Melissa Benn, une écrivaine féministe.
Il est diplômé de l'Université de Keele. Il est membre élu de l'Inner London Education Authority de 1986 à 1990.
Lord Stansgate a une fille, Emily, née en 1989, et un fils, Daniel John Wedgwood Benn, né en 1991. Emily, banquière d'investissement de profession, mène une carrière politique et siège au Croydon London Borough Council comme membre travailliste jusqu'à sa démission en 2016.
En 2011, il est nommé directeur des affaires parlementaires de la Society of Biology après avoir passé deux décennies dans un poste similaire pour la Royal Society of Chemistry.
Benn succède comme vicomte Stansgate à son père en mars 2014, un titre qu'il accepte officiellement, ce qui a incité à spéculer qu'il pourrait profiter de son droit de se présenter aux élections en tant que pair héréditaire à la Chambre des lords lors du prochain héréditaire poste vacant,,,.